# 汪夏
汪夏（1954年—），安徽宁国人，汉族，中华人民共和国政治人物、第十一届全国人民代表大会重庆地区代表。
毕业于中央党校函授学院法律专业，是中共党员。担任重庆市第一中级人民法院执行局（庭）长。2008年起担任全国人大代表。